# Чичирино (Вологодская область)
Чичирино — деревня в Вожегодском районе Вологодской области.
Входит в состав Бекетовского сельского поселения (с 1 января 2006 года по 9 апреля 2009 года входила в Липино-Каликинское сельское поселение), с точки зрения административно-территориального деления — в Липино-Каликинский сельсовет.
Расстояние до районного центра Вожеги по автодороге — 72 км, до центра муниципального образования Бекетовской по прямой — 17 км. Ближайшие населённые пункты — Никитино, Поповка Каликинская, Хвостово, Петрово.
По переписи 2002 года население — 8 человек.
В 1999 году была внесена в реестр населённых пунктов Вологодской области под названием Чичерино. Исправление внесено 1 июня 2001 года.